# Federația de Fotbal din Pakistan
Federația de Fotbal din Pakistaneste forul ce guvernează fotbalul în Pakistan. Se ocupă de organizarea echipei naționale și a altor competiții de fotbal din stat. 